# روبرت هاي (عالم مصريات)
روبرت هاي (6 يناير 1799 – 4 نوفمبر 1863) كان رحالة وعالم آثار ومصرولوجيًا اسكتلنديًا. ولد في قلعة دونس، بيرويكشاير. خلال خدمته في البحرية الملكية، زار الإسكندرية في مصر، عام 1818.
في عام 1824، التقى بـ جوزيف بونومي الأصغر في روما، والذي استأجره كفنان ورافقه إلى مصر. بقيا في مصر من نوفمبر 1824 حتى 1828، ومن 1829 إلى 1834، لتوثيق المعالم والنقوش وصنع العديد من الخطط المعمارية. توجد مخطوطاته الآن بشكل أساسي في المكتبة البريطانية، والعديد من قوالبه الجصية في المتحف البريطاني.
في مايو 1828، زار هاي مالطا، حيث تزوج من كاليتزا بساكي، ابنة رئيس القضاة في أبودولو، كريت؛ كان هاي قد أنقذها سابقًا من سوق العبيد في الإسكندرية. بعد وفاته في لوثيان الشرقية، اسكتلندا، عام 1863، بيعت مجموعته من الآثار المصرية إلى المتحف البريطاني، رغم أن بعض القطع اشتراها متحف الفنون الجميلة في بوسطن عام 1872.

## الروابط الخارجية
- المحافظ المفقودة لروبرت هاي نسخة محفوظة 27 ديسمبر 2014 على موقع واي باك مشين.

```